# Everything Counts
Everything Counts is een nummer van de Britse band Depeche Mode uit 1983. Het is de eerste single van hun derde album Construction Time Again.
"Everything Counts" gaat over hebzucht en corruptie wat onder andere goed te horen is in de zin: 'Grabbing hands that grab all they can.' Het nummer werd een hit in Europa. In het Verenigd Koninkrijk haalde het de 6e positie. In Nederland behaalde "Everything Counts" een 10e positie in de Tipparade.

## Liveversie
In 1989 werd een liveversie van het nummer op de markt gebracht, afkomstig van het livealbum 101. Deze versie werd in verschillende Europese landen een hit, in sommige een grotere dan de originele versie. In Nederland behaalde deze versie een 89e positie in de Single Top 100.